# 东山街道 (湛江市)
东山街道是中华人民共和国广东省湛江市麻章区下辖的一个街道办事处。

## 行政区划
东山街道下辖以下村级行政区划单位：
东山社区、调青村、龙头村、东坡村、调伦村、什足村、调石村、北山村、文参村、调文村、龙池村、昌逻村、调山村和东头山村。